# Monika Hildebrand
Pour les articles homonymes, voir Hildebrand.
Monika Hildebrand (née le 10 août 1941 à Dresde) est une actrice et chanteuse allemande.

## Biographie
Après avoir étudié le théâtre à l'Académie allemande des arts cinématographiques de Potsdam-Babelsberg, Monika Hildebrand retourne dans sa ville natale de Dresde en 1965, où elle reçoit son premier engagement au théâtre pour la jeunesse Theater Junge Generation (de). Après presque vingt ans d'appartenance à cette salle, elle devient actrice indépendante pour les autres scènes de Dresde en 1984.
Son répertoire de prédilection comprend des soirées de chanson, pour lesquelles elle suit des cours supplémentaires à l'école de musique Carl Maria von Weber au début des années 1970, ainsi que des programmes littéraires et musicaux dans lesquels elle apparaît souvent avec des collègues bien connus. Ses performances l'amènent à Vienne, Paris, Berlin, Hambourg, Munich, Düsseldorf et Saint-Pétersbourg. Elle est également une actrice recherchée dans les films de cinéma et de télévision.
Monika Hildebrand est mariée, vit à Dresde, a un fils qui travaille comme musicien et une fille qui est aussi actrice.

## Filmographie
- 1961 : Der Mann mit dem Objektiv (de)
- 1962 : Das verhexte Fischerdorf (de)
- 1963 : Die Glatzkopfbande (de)
- 1963 : Jetzt und in der Stunde meines Todes (de)
- 1966 : Jahrgang 45
- 1968 : Der Weg ins Leben (TV)
- 1973 : Unter anderen Umständen (TV)
- 1973 : Das Licht der Schwarzen Kerze (de) (TV)
- 1973 : Stülpner-Legende (de) (série télévisée)
- 1974 : Polizeiruf 110: Fehlrechnung (série télévisée)
- 1975 : Eine Pyramide für mich (de)
- 1977 : Die unverbesserliche Barbara
- 1978 : Jörg Ratgeb, Maler
- 1978 : Ein Zimmer mit Ausblick (de) (série télévisée, 1 épisode)
- 1979 : Lachtauben weinen nicht (de)
- 1980 : Don Juan, Karl-Liebknecht-Straße 78
- 1983 : Bühne frei (de) (série télévisée, 1 épisode)
- 1984 : Auf dem Sprung
- 1985 : Geschichten übern Gartenzaun (de) (série télévisée, 1 épisode)
- 1986 : Polizeiruf 110: Kein Tag ist wie der andere (de)
- 1986 : Startfieber
- 1991 : Polizeiruf 110: Das Treibhaus (de)
- 2001 : En toute amitié (série télévisée, 1 épisode)
- 2002 : Polizeiruf 110: Der Spieler (de)